# Ao Vivo em São Paulo (álbum de Livres para Adorar)
Ao Vivo em São Paulo é o único extended play e o último lançamento da banda brasileira de rock cristão Livres para Adorar, lançado em outubro de 2017 pela Livres Music e distribuída pela Onimusic.
Gravado em abril de 2017 na Igreja Central em São Paulo, o disco contou com faixas inéditas e regravações, sob produção musical de Hananiel Eduardo. Simultaneamente ao disco, foram liberados videoclipes das canções do álbum, com direção de Flauzilino Jr.

## Antecedentes
Em 2015, a banda lançou Só em Jesus. O álbum completou um ciclo de parceria com o produtor Ruben di Souza, mas também iniciou uma estratégia bem-sucedida de lançamento de videoclipes de todas as faixas. O último trabalho ao vivo produzido pela banda até então tinha sido Mais um Dia - Ao Vivo, que saiu em 2013.

## Gravação
O álbum foi gravado em São Paulo em abril de 2017 na Igreja Central. O álbum contou com produção musical de Hananiel Eduardo e um repertório predominantemente inédito, com inclusão de regravações de Só em Jesus. O projeto também foi gravado em vídeo, com direção de Flauzilino Jr.

## Lançamento e recepção
| Críticas profissionais | Críticas profissionais |
| Avaliações da crítica  | Avaliações da crítica  |
| Fonte                  | Avaliação              |
| ---------------------- | ---------------------- |
| Super Gospel           | [ 7 ]                  |

Ao Vivo em São Paulo saiu em outubro de 2017 pelo selo do ministério, Livres Music. Com cotação de 3,5 de 5 estrelas para o Super Gospel, o texto de Tiago Abreu defendeu que o álbum "reverencia o passado do grupo revelado com Pra que Outros Possam Viver (2009), mas sem deixar de olhar para frente.".
O extended play foi um grande sucesso comercial, atingindo a posição 5 na parada iTunes Brasil.. A música "Lindo és + Só Quero Ver Você" alcançou a posição 31 na parada iTunes Brasil e conseguiu mais de 391.890.153 visualizações no Youtube, se tornando a música de maior popularidade da banda.

## Faixas
1. "Milagres" (Miracles)
2. "Lindo És / Só Quero Ver Você"
3. "Eu Vou Construir"
4. "A Alegria do Senhor"
5. "Espero por Ti"

## Ficha técnica
Banda
- Juliano Son – vocais
- Dyck Friesen – guitarras
- Dani Aguiar – baixo
- Adriano Alves – bateria